# Булочник, Борис Ильич
Борис Ильич Булочник (14 июля 1949 года, Винница, УССР, СССР) — российский предприниматель, банкир, меценат, общественный деятель. Председатель правления Мастер-банка (1994—2013). Лауреат Международной премии имени Е. И. Рерих (2013).

## Биография
Воспитывался в винницком детдоме, закончил строительный техникум в Немирове (Винницкая область). Работал в механизированной колонне в городе Геническе (Херсонская область).
По направлению предприятия поступил в Полтавский инженерно-строительный институт, где в 1974 году получил диплом инженера-строителя. По распределению был направлен в Набережные Челны на строительство Камского автозавода. После сдачи первой очереди КамАЗа в 1976 году приехал в Москву, где участвовал в возведении объектов Олимпиады-80. Из Москвы в 1982 году был направлен на строительство одной из вьетнамских ГЭС.
После возвращения из Вьетнама, уже в период перестройки, занялся бизнесом, основал торговый кооператив, в декабре 1992 года — «Мастер-Банк», где с 1994 по 2013 год занимал должность председателя правления.
Одновременно начал вкладывать средства в восстановление памятника культуры «Усадьба Лопухиных», развитие Международного центра Рерихов и Музея имени Н. К. Рериха, «в котором значительная часть экспонатов куплена на средства банкира».
Председатель правления Булочник и его семья в совокупности контролировали почти 85 % акций «Мастер-банка». Банк специализировался на кредитовании коммерческих организаций и привлечении средств населения во вклады. Входил в десятку лидеров среди банков России по выпуску и обслуживанию пластиковых карт, количеству собственных банкоматов и сервисных точек.
Булочник активно занимался меценатством, являлся членом правления Международного центра Рерихов. Ему принадлежала ведущая финансовая роль в совете учредителей Благотворительного фонда имени Е. И. Рерих, а также в Комитете по сохранению наследия Рерихов.  12 февраля 2014 года на торжественном вечере в МЦР был объявлен лауреатом Международной премии имени Е.И. Рерих
20 ноября 2013 года у «Мастер-банка» была отозвана лицензия на осуществление банковских операций. В ЦБ заявили, что «Мастер-банк» был вовлечён в проведение крупномасштабных сомнительных операций. По сообщениям прессы, когда в банк с парадного входа вошли оперативники, председатель правления вышел через чёрный ход, скрылся и впоследствии уехал за рубеж. По информации газеты «Коммерсантъ» — «одно время находился в Израиле, а сейчас… перебрался на свою историческую родину — в Винницкую область Украины». Объявлен в розыск, возбуждено уголовное дело. По сообщению газет, «ущерб от противоправной деятельности господина Булочника оценивается более чем в шестьдесят один миллиард рублей».
На первом из двух дел, возбуждённых против руководства «Мастер-банка», преступные действия доказаны юридически. В рамках второго дела, по которому проходит скрывающийся от следствия Б. И. Булочник, прошли обыски в Международном центре Рерихов, который, по версии следствия, мог использоваться для отмывания выведенных из банка средств.